# Le Bô
Le Bô település Franciaországban, Calvados megyében. Lakosainak száma 126 fő (2022. január 1.). Le Bô Clécy, Cossesseville, La Pommeraye, Saint-Omer és Le Vey községekkel határos.

## Népesség
A település népességének változása:
| Lakosok száma | 99   | 102  | 92   | 110  | 105  | 110  | 116  | 124  | 125  | 126  |
|               | 1968 | 1982 | 1990 | 2006 | 2013 | 2015 | 2017 | 2019 | 2020 | 2022 |